# Bierbach (Gersprenz)
Der Bierbach ist ein knapp drei Kilometer langer, linker und westlicher Zufluss der Gersprenz im Odenwald.

## Name
Der Bach wird 1457 als Birebach erstmals schriftlich genannt. Der Name leitet sich von mhd. bire für 'Birne' ab.

## Geographie

### Verlauf
Der Bierbach entspringt im nördlichen Odenwald auf einer Höhe von etwa 228 m ü. NHN westlich des zum Brensbacher Ortsteil Wersau gehörenden Weilers Bierbach.
Der Bach markiert auf seinem Lauf nach Osten die Grenze zwischen Wersau im Norden und Fränkisch-Crumbach im Süden. Einzige Siedlung an diesem Gewässer ist der Weiler Bierbach.
Der Bierbach mündet schließlich bei Brensbach auf einer Höhe von etwa 173 m ü. NHN von links in die Gersprenz.
Sein  1,4 km langer Lauf endet etwa 55 Höhenmeter unterhalb seiner Quelle, er hat somit ein mittleres Sohlgefälle von etwa 19 ‰.

### Einzugsgebiet
Das Einflussgebiet des Bierbach liegt im  Gersprenztal und im Gersprenzgrund und wird über die Gersprenz, den Main und den Rhein zur Nordsee entwässert.
Es grenzt
- im Nordosten an das des Küh-Bachs, eines tieferen Zuflusses der Gersprenz;
- im Süden an das des Schleiersbach, eines Zuflusses des Crumbachs, der ebenfalls aufwärts die Gersprenz speist;
- im Südwesten an das des Crumbachzuflusses Bach an dem Schreinersgrund;
- im Westen an das des Bachs von der Jostkirche, eines Zufluss des Nonroder Bachs, der über den Fischbach weiter abwärts in die Gersprenz entwässert;
- und im Norden an das des Kirchbachs, eines Zuflusses des Gräbenackersbachs, der weniger weit abwärts in die Gersprenz mündet.

### Flusssystem Gersprenz
- Fließgewässer im Flusssystem Gersprenz